# Cratere Schiaparelli (Marte)
Schiaparelli è un grande cratere da impatto sulla superficie di Marte, di oltre 450 chilometri di diametro.
È intitolato all'astronomo italiano Giovanni Schiaparelli.

## Cultura di massa
Nel romanzo L'uomo di Marte di Andy Weir, e nel suo adattamento cinematografico del 2015, Sopravvissuto - The Martian, questa regione è il sito di atterraggio della missione Ares 4, la 4ª missione con equipaggio umano del programma spaziale. Il protagonista, Mark Watney, un astronauta della missione Ares 3 bloccato su Marte, deve viaggiare dal cratere Acidalia Planitia al cratere Schiaparelli, un itinerario lungo 3 200 km.